# Lycopodioideae
Lycopodioideae
Sous-famille
Les Lycopodioidées ou Lycopodioideae, sont une sous-famille faisant partie de la famille des Lycopodiaceae, au sein de l'ordre des Lycopodiales. Elle regroupe des plantes vasculaires anciennes, connues sous le nom de lycopodes, qui se distinguent par leur reproduction par spores et leur organisation morphologique unique.

## Taxonomie

### Historique
La sous-famille Lycopodioidées a été instituée après une longue période d’analyse taxonomique. Le concept moderne de cette sous-famille repose sur les travaux d'Øllgaard en 2015, qui a intégré les Lycopodielloidées dans les Lycopodioidées après des études phylogénétiques approfondies. Le regroupement des genres au sein de cette sous-famille reflète un consensus dans la communauté scientifique sur leur appartenance à un clade monophylétique, ce qui signifie qu'ils descendent tous d'un ancêtre commun et partagent des caractéristiques morphologiques et génétiques. La classification récente est ainsi une révision du système antérieur de Kramer & Green (1990), dans lequel les concepts de genres étaient plus larges et moins affinés. Les plus anciens fossiles de membres modernes de la sous-famille datent du début du Crétacé.

### Morphologie générale de la sous-famille
Les plantes de la sous-famille des Lycopodioidées se distinguent par des tiges fines, souvent rampantes ou dressées, qui peuvent former des colonies denses. Elles sont recouvertes de petites feuilles disposées en spirale le long de la tige. Ces feuilles, souvent simples et lancéolées, sont généralement petites et persistantes, bien qu'elles varient légèrement selon les genres. Leur arrangement en spirale permet une meilleure couverture de la tige et peut maximiser l'efficacité de la photosynthèse, en particulier dans les zones à faible lumière,.
Les tiges, généralement ligneuses ou semi-ligneuses, peuvent se ramifier et souvent, elles sont couvertes de microphylles. Cette disposition des feuilles, où chaque feuille est reliée à une tige par un seul faisceau vasculaire, est une caractéristique primordiale des lycopodes et les distingue des autres plantes vasculaires. À l’extrémité de certaines tiges, des structures reproductrices spécialisées, appelées strobiles, produisent des spores. Ces strobiles, souvent en forme d’épis, jouent un rôle crucial dans la reproduction des Lycopodiodées, permettant leur dispersion et leur colonisation de nouveaux habitats,.
Les racines, quant à elles, sont généralement fines et peu profondes, s’étendant horizontalement pour couvrir une large surface. Cette configuration favorise l’absorption de l’eau et des nutriments dans des sols souvent pauvres et bien drainés. De plus, les racines présentent une symbiose mycorhizienne avec des champignons, qui améliore leur capacité à extraire les éléments nutritifs du sol,.

### Genres
Dans la classification du Groupe de Phylogénie des Ptéridophytes (PPG I) de 2016, cette sous-famille inclut neuf genres et environ 58 espèces selon les dernières recherches phylogénétiques de Field et Al, et elle est une composante essentielle de la diversité des lycophytes. Elle a été récemment révisée dans le cadre des avancées des analyses moléculaires, qui ont permis de confirmer les relations évolutives entre les genres, et de réévaluer certaines classifications antérieures, :
- Austrolycopodium Holub, 1991
- Dendrolycopodium A. Haines, 2003
- Diphasiastrum Holub, 1975
- Diphasium C. Presl ex Rothm., 1944
- Lycopodiastrum Holub ex R.D. Dixit, 1981
- Lycopodium L., 1753
- Pseudodiphasium Holub, 1983
- Pseudolycopodium Holub, 1983
- Spinulum A. Haines, 2003

Le cladogramme ci-dessous illustre les relations phylogénétiques au sein de la sous-famille des Lycopodioidées, un groupe ancien de plantes vasculaires sans graines. Il montre la séparation des principaux genres tels que Lycopodium, Diphasiastrum, Pseudolycopodiella et Lycopodiella, chacun ayant évolué pour occuper des niches écologiques distinctes. Cette représentation permet de mieux comprendre la diversité et l'évolution des lycopodes au sein de leur lignée ancestrale, :
- Lycopodiopsida Bartl., 1830
  - Lycopodiales DC. ex Bercht. & J.Presl, Přir., 1820
    - Lycopodiaceae P.Beauv. & Mirb., 1802
      - Lycopodielloideae W.H.Wagner & Beitel ex B.Øllg., 2015
      - Lycopodioideae W.H.Wagner & Beitel ex B.Øllg., 2015
        - Austrolycopodium
          - *Austrolycopodium magellanicum* (8 spp.)

        - Dendrolycopodium
          - *Dendrolycopodium obscurum* (4 spp.)

        - Diphasiastrum
          - *Diphasiastrum complanatum* (20 spp.)

        - Diphasium
          - *Diphasium jussiaei* (5 spp.)

        - Lycopodiastrum
          - *Lycopodiastrum casuarinoides* (1 spp.)

        - Lycopodium
          - *Lycopodium clavatum* (15 spp.)

        - Pseudodiphasium
          - *Pseudodiphasium volubile* (1 spp.)

        - Pseudolycopodium
          - *Pseudolycopodium densum* (1 spp.)

        - Spinulum
          - *Spinulum annotinum subsp. annotinum* (3 spp.)